# Княжі роди Речі Посполитої
Княжі роди Речі Посполитої — князівський титул передавався нащадками некоронованого правителя держави (Великого князя, господаря) або окремого уділу держави (князь, удільний князь), нащадки короля або іншого монарха, а також члени аристократичної родини, яким надано титул князя.
Княжий титул у Речі Посполитої спочатку надавався лише членам правлячої династії або закріплювався за незалежними правителями, як наприклад рід Грифичів, який правив у Помор'ї.
Пізніше рід Радзвивілів і Любомирських отримали титул князя від імператора Священної Римської імперії, пізніше те саме зробили представники родів Конецпольських, Яблоновських, Сулковських та інші.
Перед першим поділом Речі Посполитої сейм надав князівські титули кільком родинам, що походили з лав заслуженої шляхти, а також підтвердив князівські титули деяким іноземним князівським родинам.
У добу вільних виборів королів Речі Посполитої, княжий титул присвоювався нащадкам королів, обраних шляхтою, наприклад, нащадкам Яна III Собеського та інших.
У Великому князівстві Литовському і Руському князівський титул був широко поширений. Ці родини можна розділити на 4 категорії:
- походили від Великих князів Литовських, Великих князів Руських, Великих князів Київських
- походили від удільних князів Великого князівства Литовського і Великого князівства Київського (Київської Русі)
- походили від монголо-татарських ханів,
- князі невідомого походження.

Крім цього, Річ Посполита була місцем притулку для деяких волоських, молдавських, смоленських та інші князівські родини. Деякі іноземні князівські роди були полонізовані.

## Князівські роди
Нащадки королівських родів
| Герб | Рід                 | Підстава титулу                | Статус родини |
| ---- | ------------------- | ------------------------------ | ------------- |
|      | П'ясти              | правлячі королі                | вимерли 1675  |
|      | Мазовецька династія | правлячі королі                | вимерли 1526  |
|      | Сілезькі П'ясти     | правлячі королі                | вимерли 1675  |
|      | Перемисловичі       | правлячі королі                | вимерли 1521  |
|      | Анжуйські           | правлячі королі                | вимерли       |
|      | Яґелони             | правлячі королі і велики князі | вимерли 1572  |

Нащадки Великих князів Київських
| Герб | Рід                     | Підстава титулу                                          | Статус родини            |
| ---- | ----------------------- | -------------------------------------------------------- | ------------------------ |
|      | Багриновські            | Нащадки князя Михайла Друцького                          | вимерли у XVIII столітті |
|      | Білевські               | Нащадки удільного князя Романа Семеновича                | вимерли у XVI столітті   |
|      | Святополк-Четвертинські | Нащадки Великого князя Київського Святополка II          | існує                    |
|      | Друцькі                 | Нащадки сина короля Руси Романа Даниловича               | вимерли у XVI столітті   |
|      | Друцькі-Бабичеві        | Нащадки князя Івана Баби Друцького                       | вимерли у XV столітті    |
|      | Друцькі-Горські         | Нащадки князя Василя Путяти                              | вимерли у XVIII столітті |
|      | Друцькі-Коноплі         | Нащадки князя Федора Коноплі                             | вимерли 1552             |
|      | Друцькі-Красновські     | Нащадки князя Михайла Друцького                          | вимерли у XVI столітті   |
|      | Друцькі-Любецькі        | Нащадки князя Михайла Друцького                          | існує                    |
|      | Друцькі-Озерецькі       | Нащадки князя Михайла Друцького                          | вимерли 1607             |
|      | Друцькі-Пригабські      | Нащадки князя Івана Семеновича Друцького                 | вимерли у XVI столітті   |
|      | Друцькі-Сокирські       | Нащадки князя Михайла Друцького                          | вимерли у XV столітті    |
|      | Друцькі-Соколинські     | Нащадки князя Івана Семеновича Друцького                 | вимерли у XVIII столітті |
|      | Друцькі-Толочинські     | Нащадки князя Михайла Друцького                          | вимерли у 1546           |
|      | Глазинові               | Нащадки князя Глазини                                    | існує                    |
|      | Головні-Острожецькі     | Нащадки Івана Дмитровича Головні                         | вимерли у XVI століття   |
|      | Кромські                | Нащадки князя Івава Кромського                           | вимерли у XVI столітті   |
|      | Мосальські              | Нащадки удільного князя Святослава Титовича              | існує                    |
|      | Можайські               | Нащадки удільного князя Андрія Дмитровича                | вимерли 1519             |
|      | Несвицькі               | Нащадки князя Івана Несвизького                          | існують                  |
|      | Оґінські                | Нащадок князя Дмитра Івановича Глушонка                  | вимерли 1909             |
|      | Осовицькі               | Нащадки Великого князя Чернігівського Михайла Романовича | вимерли у XVI столітті   |
|      | Острозькі               | Нащадки князя Данила Острозького                         | вимерли у XVII столітті  |
|      | Підгорські              | Нащадки князя Григорія Федоровича                        | існує                    |
|      | Порицькі                | Нащадки князя Федіра Васильовича                         | вимерли у XVII столітті  |
|      | Пронські                | Нащадки князя Івана Володимировича                       | вимерли у XVII столітті  |
|      | Пузини                  | Нащадки князя Івана Івановича Пузини                     | існує                    |
|      | Ружинські               | Нащадки князя Івана Ружинського                          | вимерли у XVII столітті  |
|      | Сенські                 | Нащадки князя Григорія Сенського                         | вимерли у XVI столітті   |
|      | Смоленські              | Нащадки князя Святослава Івановича                       | вимерли у XV столітті    |
|      | Сокольські              | Нащадки князя Михайла Сокольського                       | вимерли у XVII столітті  |
|      | Соломирецькі            | Нащадки князя Василя Соломирецького                      | вимерли у XVII столітті  |
|      | Велицькі                | Нащадки князя Григорія Кожановича                        | нема інформації          |
|      | Вишневецькі             | Нащадки князя Михайла Вишневецького                      | вимерли у XVIII столітті |
|      | Воронецькі              | Нащадки князя Федора Васильовича Збаразького             | існує                    |
|      | Заславські              | Нащадки князя Юрія Васильовича                           | вимерли у XVIII столітті |
|      | Збаразькі               | Нащадки князя Василя Федоровича                          | вимерли 1631             |
|      | Звягельські             | Нащадки князя Бориса Звягельського                       | вимерлиу у XV столітті   |
|      | Жилинські               | Нащадки князя Федора Жилинського                         | вимерли у XVII столітті  |
|      | Жижемські               | Нащадки князя Гліба Святославича                         | вимерли у XVII столітті  |

Нащадки Великих князів Литовських і Руських
| Герб | Рід                       | Підстава титулу                                                     | Статус родини           |
| ---- | ------------------------- | ------------------------------------------------------------------- | ----------------------- |
|      | Ольгердовичі              | Нащадки Великого князя Литовського і Руського Ольґерда Ґедиміновича | існують                 |
|      | Наримунтовичі або Белзькі | Нащадки удільного князя Наримунта Ґедиміновича                      | вимерли 1399            |
|      | Більські                  | Нащадки удільного князя Івана Володимировича                        | вимерли 1612            |
|      | Буйницькі                 | Походили від удільних Полоцьких князів                              | вимерли 1506            |
|      | Буремські                 | Походили від удільних князів Курцевичів                             | вимерли 1610            |
|      | Чорторийські              | Походили від удільного князя Костянтина Ольґердовича                | існує                   |
|      | Гурковичі                 | Походили від удільного князя Гурка Федоровича                       | вимерли у XVI столітті  |
|      | Явнутовичі                | Нащадки Великого князя Литовського Явнута                           | вимерли у XVII столітті |
|      | Кейстутовичі              | Нащадки Великого князя Литовського Кейстута                         | вимерли 1452            |
|      | Кобринські                | Нащадок удільного князя Федора Ольґердовича                         | вимерли у XV столітті   |
|      | Копильські                | Нащадок Великого князя Київського Олелько Володимировича            | вимерли 1619            |
|      | Корецькі                  | Нащадки удільного князя Олександра Патрикійовича                    | вимерли 1651            |
|      | Корибутовичі              | Нащадки Великого князя Чернігівського і Сіверського Дмитра Корибута | вимерли у XV столітті   |
|      | Коріятовичі               | Нащадки удільного князя Коріята Ґедиміновича                        | вимерли у XV століття   |
|      | Курцевичі                 | Нащадки удільного князя Михайла Костянтиновича                      | вимерли 1960            |
|      | Мстиславські              | Нащадки удільного князя Лугвенія Ольґердовича                       | вимерли у XV столітті   |
|      | Наримунтовичі             | Нащадки удільного князя Наримунта Ґедиміновича                      | існує                   |
|      | Олельковичі               | Нащадки Великого князя Київського Олелько Володимировича            | вимерли 1592            |
|      | Пинські                   | Нащадки удільного князя Михайло Наримунтовича                       | вимерли 1960            |
|      | Полубенські               | Нащадки удільного князя Андрія Ольґердовича                         | існує                   |
|      | Санґушки                  | Нащадки удільного князя Федора Ольґердовича                         | існує                   |
|      | Степанські                | удільні князі Степанські                                            | вимерли у XV столітті   |
|      | Заславські                | Нащадки удільного князя Михайла Євнутовича                          | вимерли у XVII столітті |
|      | Булгакови                 | Нащадки удільного князя Наримунта Ґедиміновича                      | вимерли 1554            |
|      | Хованські                 | Нащадки удільного князя Наримунта Ґедиміновича                      | існує                   |
|      | Дашковичі                 | Нащадки Великого князя Чернігівського і Сіверського Дмитра Корибута | вимерли 1807            |
|      | Голіцини                  | Нащадки князя Стародубського Патрикія Наримунтовича                 | існує                   |
|      | Куракіни                  | Нащадки князя Стародубського Патрикія Наримунтовича                 | існує                   |
|      | Вольські                  | Нащадки князя Стародубського Патрикія Наримунтовича                 | вимерли у XVII столітті |
|      | Трубецькі                 | Нащадки князя Дмитра Ольґердовича                                   | існує                   |

Нащадки князів Великого князівства Руського
| Герб | Рід           | Підстава титулу                            | Статус родини          |
| ---- | ------------- | ------------------------------------------ | ---------------------- |
|      | Гольшанські   | Походили від князя Гольши Романовича       | вимерли 1556           |
|      | Трабські      | Походили від Гольшанських                  | вимерли у XV столітті  |
|      | Вяземські     | Походили від Гольшанських                  | брак інформації        |
|      | Ґедройці      | Походили від князя Олександра Ґедройцького | існує                  |
|      | Юраховські    | Походили від Ґедройцьких                   | існує                  |
|      | Кульвицовські | Походили від князя Бубейта Ґедройца        | брак інформації        |
|      | Мицьковичі    | Походили від Ґедройцьких                   |                        |
|      | Матусевичі    | Походили від Ґедройцьких                   | брак інформації        |
|      | Свирські      | Походять від князя Івашка Свирського       | вимерли у XX столітті  |
|      | Петкевичі     | Походили від князів Свирських              | вимерли у XX столітті  |
|      | Боровські     | Походять від князя                         | брак інформації        |
|      | Домонтовські  | Походять від князя Василя Домонта          | вимерли у XVI столітті |
|      | Ямонтовські   | Походять від князя Василя Ямонта           | вимерли 1540           |

Нащадки виборних королів Речі Посполитої
| Герб | Рід         | Підстава титулу                                                                                      | Статус родини       |
| ---- | ----------- | --- | ------------------- |
|      | Баторії     | король Речі Посполитої, Великий князь Литовський, Руський, Київський, Волинський, Чернігівський тощо | вимерли 1634        |
|      | Лещинські   | король Речі Посполитої, Великий князь Литовський, Руський, Київський, Волинський, Чернігівський тощо | існує               |
|      | Понятовські | король Речі Посполитої, Великий князь Литовський, Руський, Київський, Волинський, Чернігівський тощо | існує               |
|      | Собеські    | король Речі Посполитої, Великий князь Литовський, Руський, Київський, Волинський, Чернігівський тощо | вимерли 1865        |
|      | Валуа       | король Речі Посполитої, Великий князь Литовський, Руський, Київський, Волинський, Чернігівський тощо | вимерли 1589        |
|      | Вази        | король Речі Посполитої, Великий князь Литовський, Руський, Київський, Волинський, Чернігівський тощо | вимерли 1672        |
|      | Веттіни     | король Речі Посполитої, Великий князь Литовський, Руський, Київський, Волинський, Чернігівський тощо | існує               |
|      | Вишневецькі | король Речі Посполитої, Великий князь Литовський, Руський, Київський, Волинський, Чернігівський тощо | вимерли у XVIII ст. |

Нащадки королів Поморських
| Герб | Рід         | Підстава титулу  | Статус родини |
| ---- | ----------- | ---------------- | ------------- |
|      | Грифичі     | Володарі Помор'я | вимерли 1637  |
|      | Собіславичі | Володарі Помор'я | вимерли 1294  |

Нащадки Молдавських і Волоських Господарів
| Герб | Рід         | Підстава титулу                                                 | Статус родини |
| ---- | ----------- | --------------------------------------------------------------- | ------------- |
|      | Кантакузини | Господар Волощини                                               | існує         |
|      | Могили      | Господар Молдавії; Митрополит Київський, Галицький і всієї Руси | вимерли 1661  |
|      | Петричейку  | Господар Молдавії                                               | вимерли 1690  |

Нащадки іноземних королів
| Герб | Рід                                          | Підстава титулу                       | Статус родини         |
| ---- | -------------------------------------------- | ------------------------------------- | --------------------- |
|      | Бірони                                       | Князі (герцоги) Курляндії і Семигалії | існує                 |
|      | Борковські                                   | Князі Жемантійські                    | вимерли у XX столітті |
|      | Гогенцоллерни                                | Лемборзько-Битувське князівство       | існує                 |
|      | Кеттлери                                     | Князі (герцоги) Курляндії і Семигалії | вимерли 1737          |
|      | Мушати                                       | Молдавське князівство                 | вимерли 1668          |
|      | д'Обирни                                     | Король Ірландії                       | існує                 |
|      | Габсбурги-Лотаринзькі (гілка Цешин-Живецька) | Імператор Священної Римської імперії  | існує                 |

Нащадки інших князів
| Герб | Рід        | Підстава титулу                               | Статус родини           |
| ---- | ---------- | --------------------------------------------- | ----------------------- |
|      | Бахти      | Походять від Данила Васильовича Ярославського | брак інформації         |
|      | Булгарини  |                                               | вимерли 1913            |
|      | Дольські   | Походили від Турово-Пинських князів           | вимерли 1647            |
|      | Капусти    | Походили від Івана Капусти                    | брак інформації         |
|      | Козеки     | Походять від Федора Козека                    | брак інформації         |
|      | Крошинські | Походили від князя Івана Романовича           | вимерли у XVII столітті |
|      | Лукомські  | Походили від князів Полоцьких                 | вимерли 1867            |
|      | Одинцевичі | Походили від князів Полоцьких                 | вимерли у XVI столітті  |
|      | Солтики    |                                               | вимерли 1900            |
|      | Шуйські    | Походять від князів Суздальських              | існує                   |

Нащадки монголо-татарських князів
| Герб | Рід                             | Підстава титулу                            | Статус родини           |
| ---- | ------------------------------- | ------------------------------------------ | ----------------------- |
|      | Бердибеговичі                   | Походили від хана Берди-Бека               | брак інформації         |
|      | Бербаши                         | Походили від татарських ханів              | брак інформації         |
|      | Глинські                        | Нащадки хана Мамая                         | вимерли у XVI столітті  |
|      | Інґільдейовичі або Яґолдайовичі | Походили від хана Яґолдая Сарайовича       | брак інформації         |
|      | Кадишевичі                      | Походили від хана Кадиша                   | вимерли у XVI столітті  |
|      | Кричинські                      | Походили від хана Найман-Бека              | вимерли 1940            |
|      | Лигодеєвські                    | Походили від князів Глинських              | брак інформації         |
|      | Мещерські                       | Походять від хана Мещер-Ґірея              | брак інформації         |
|      | П'ятигорські                    | Нащадки Гаврила Черкаського П'ятигорського | брак інформації         |
|      | Петровські                      | Нащадки хана Найман-Бека                   | вимерли у XVII столітті |
|      | Половці-Рожиновські             | Нащадки половецького хана Тугорхана        | вимерли у XVI столітті  |
|      | Улановські                      | Нащадки хана Улана                         | вимерли у XVI столітті  |
|      | Яхти                            | Походили від татарських ханів              | брак інформації         |

Нащадки князів, яким титули надали іноземні монархи
| Герб | Рід           | Підстава титулу                                      | Статус родини            |
| ---- | ------------- | ---------------------------------------------------- | ------------------------ |
|      | Бокуми        | Титул наданий правителем Прусії                      | вимерли у XVIII столітті |
|      | Валевські     | Титул наданий правителем Франції                     | існує                    |
|      | Денгофи       | Титул наданий правителем Прусії                      | вимерли 1920             |
|      | Грудзинські   | Титул наданий правителем Російської імперії          | вимерли у XX столітті    |
|      | Яблоновські   | Титул наданий Імператором Священної Римської імперії | існує                    |
|      | Яловицькі     | Титул наданий правителем Російської імперії          | існує                    |
|      | Конецпольські | Титул наданий правителем Прусії                      | вимерли 1719             |
|      | Красинські    | Титул наданий правителем Прусії                      | існує                    |
|      | Лихновські    | Титул наданий правителем Прусії                      | існує                    |
|      | Любомирські   | Титул наданий Імператором Священної Римської імперії | існує                    |
|      | Мазепи        | Титул наданий Імператором Священної Римської імперії | вимер 1709               |
|      | Мосцицькі     |                                                      | брак інформації          |
|      | Оссолінські   | Титул наданий Імператором Священної Римської імперії | вимер 1985               |
|      | Пілсудські    |                                                      | існує                    |
|      | Радолинські   | Титул наданий правителем Прусії                      | існує                    |
|      | Радзивіли     | Титул наданий Імператором Священної Римської імперії | існує                    |
|      | Сапіги        | Титул наданий Імператором Священної Римської імперії | існує                    |
|      | Сулковські    | Титул наданий Імператором Священної Римської імперії | існує                    |
|      | Заячки        | Титул наданий правителем Російської імперії          | вимерли 1917             |

Нащадки князів, нобілітованих Сеймом Речі Посполитої
| Герб | Рід                      | Підстава титулу | Статус родини |
| ---- | ------------------------ | --------------- | ------------- |
|      | Ракоці                   | Індигенат 1655  | вимерли 1756  |
|      | Понинські                | Індигенат 1773  | існує         |
|      | Анґальт-Котен            | Індигенат 1785  | існує         |
|      | Білосельські-Білозерські | Індигенат 1780  | існує         |
|      | Чершишеви                | Індигенат 1775  |               |
|      | Дашкові                  | Індигенат 1776  | вимерли 1807  |
|      | Лігне                    | Індигенат 1780  |               |
|      | Лобковіци                | Індигенат 1825  |               |
|      | Нассау-Зігенс            | Індигенат 1790  |               |
|      | Остени                   | Індигенат 1786  |               |
|      | Понятовські              | Індигенат 1754  | існує         |
|      | Потьомкіни               | Індигенат 1775  |               |
|      | Пашкевичі                | Індигенат 1831  |               |